# Tudós-Takács János
Tudós-Takács János, születési nevén Csákvári János (1936. november 11. – 2010. április 3.) katolikus teológus-filozófus, műfordító.

## Élete és munkássága
18 évesen lett kispap, de 1959-ben kizárták a szemináriumból, mert – mint sokan mások társai közül – megtagadta az Állami Egyházügyi Hivatal által megkövetelt „békepapi nyilatkozatok” aláírását. Ezután titkos teológiai oktatáson vett részt, majd a domonkosok házi teológiai képzésében. Titokban szentelték pappá. Egyházi tevékenysége erősen fundamentalista jellegű volt, hevesen ellenezte a második vatikáni zsinaton elfogadott újításokat is.
1966-ban a III/III-as főcsoportfőnökség kompromittáló alapon beszervezte ügynöki munkára. Számos, a paptársairól írt jelentése maradt fenn az Állambiztonsági Szolgálatok Történeti Levéltárában. 1970-ben foglalkoztatása megszakadt, mert köztörvényes bűnügybe keveredett, de 1986-ban a titkosszolgálat újra felvette vele a kapcsolatot és Tudós-Takács folytatta ügynöki tevékenységét, még 1988 végén is írt ügynöki jelentéseket.
A rendszerváltás után Tudós-Takács János bekapcsolódott az újjáéledő hazai hungarista mozgalomba. Más szélsőjobboldali gondolkodóktól eltérően távol tartotta magától a kereszténység előtti ősmagyarság gondolatvilágának kutatását és szigorúan keresztény alapokon maradt.
Utószót írt Benito Mussolini A fasizmus doktrínája című, magyarul újra megjelent művéhez. Ebben a tanulmányában az olasz fasiszta vezető személyének és munkásságának dicsőítése mellett a fasizmus-kutatásban „szingularizálónak” nevezett álláspont mellett száll síkra, amely határozottan megkülönbözteti az olasz, a német és a többi korabeli szélsőjobboldali áramlatokat, így a magyar hungarizmust. Tanulmányában a különbségeket abban határozza meg, hogy míg a(z olasz) fasizmus vezérelve az állam szerepének fontossága, különösen azért, mert Olaszország állami egysége a római birodalmi múlt után csak a 19. század végén állt helyre, a német nemzetiszocializmus eszmerendszerének fő eleme a faj, mert Adolf Hitler személyesen is megtapasztalta a zsidóság kártékony szerepét, Magyarországnak a legfőbb problémája a Kárpát-medencében élő 14 „népszemélyiség” egy nemzetté integrálása volt, ezért Szálasi Ferenc hungarizmusának vezérlő eszméje az „élet- és sorsközösséget hordozó nemzet” volt (beleértve az együtt élő nemzetiségeket is az előbbiek szerint).
Számos idegen nyelvű könyvet fordított magyarra, a legjelentősebb ezek közül Aquinói Szent Tamás Summa Theologica című műve. A teljesség igénye nélkül megemlíthető még Marcel Lefebvre Levél a tanácstalan katolikusokhoz című műve, David Duke, a Ku-Klux-Klan volt vezetőjének „Zsidó szupremácia - zsidókérdés amerikai szemmel” című könyve, valamint David Irving számos műve.

## Művei
- A hungarizmus alapjai. Nyolc előadás; magánkiadás, Bp., 2013
- A hungarizmus alapjai. Nyolc előadás; 2. jav. kiad.; magánkiadás, Bp., 2013
- Bevezetés a filozófiába; Ős-Kép, Bp., 2017 (Katolikus könyvtár)
- Az igazság szabaddá tesz. Teológiai és filozófiai tanulmányok; szerk. Tudós-Takács Ernő; Szabad Szellem – Magyar Kultúra Alapítvány, Bp., 2016